# Wojciechów-Kolonia Pierwsza
Wojciechów-Kolonia Pierwsza (prononciation : [vɔi̯ˈt͡ɕɛxuf kɔˈlɔɲa ˈpjɛrfʂa]) est un village polonais de la gmina de Wojciechów dans le powiat de Lublin de la voïvodie de Lublin dans l'est de la Pologne.

## Histoire
De 1975 à 1998, le village est attaché administrativement à l'ancienne Voïvodie de Lublin.

Depuis 1999, il fait partie de la nouvelle voïvodie de Lublin.